# Ministro de Estado de Mónaco
El ministro de Estado de Mónaco o primer ministro de Mónaco (en francés: Ministre d'État) es el título del jefe de gobierno de Mónaco, si bien es nombrado y está subordinado al Príncipe de Mónaco. Durante su mandato, es el responsable de dirigir la acción del gobierno y está a cargo de las relaciones internacionales. Como representante del Príncipe, también dirige los servicios ejecutivos, está al mando de la policía y preside (con poder de voto) el Consejo de Gobierno.

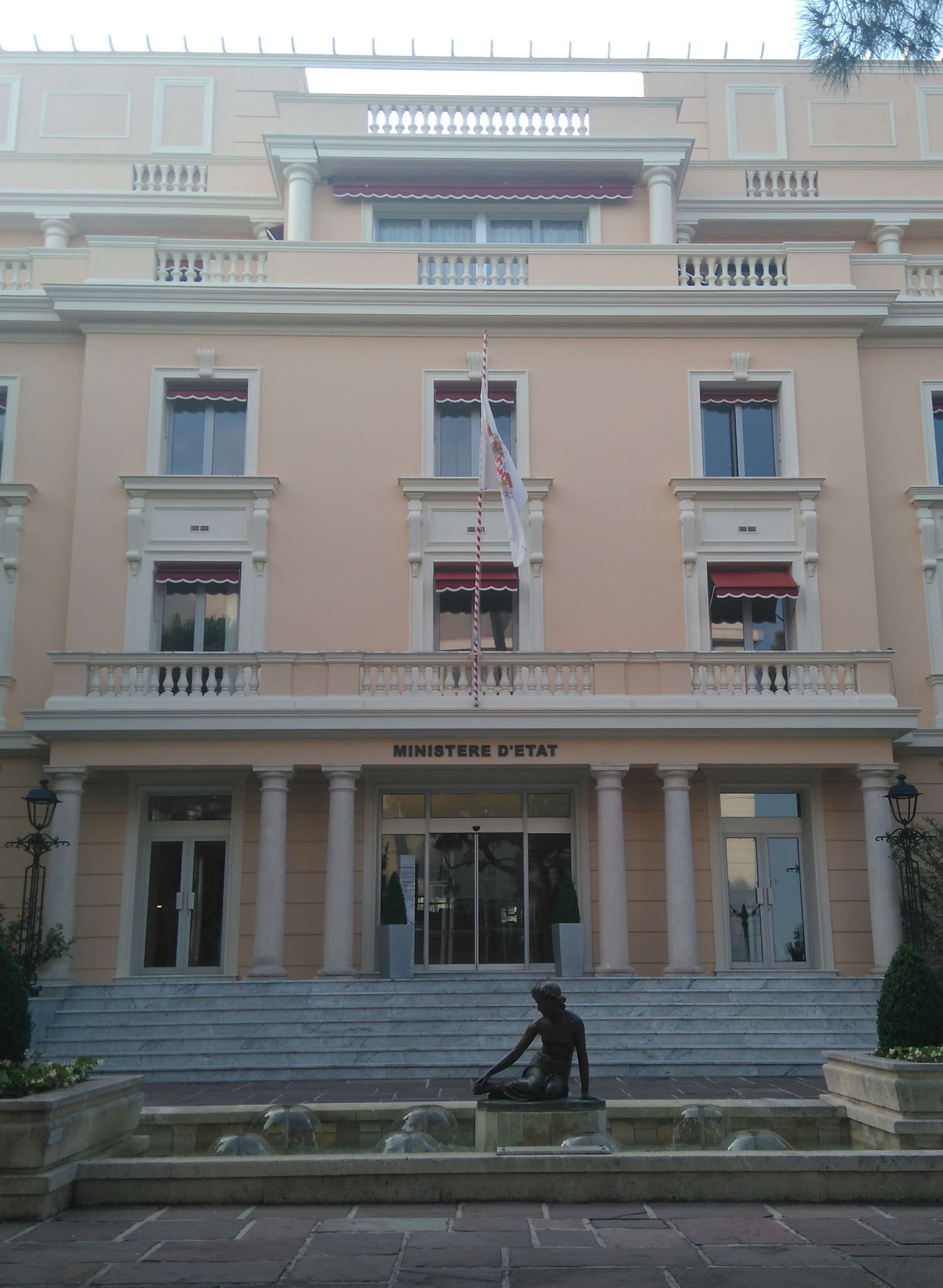
Ministerio de Estado de Mónaco

El cargo fue creado en 1911, a través de la Constitución de Mónaco. Hasta la reforma constitucional de 2002 se exigía que la persona que ocupase el cargo tuviese ciudadanía francesa, y era seleccionado de entre distintos candidatos propuestos por el gobierno francés. Desde 2002, el ministro de Estado puede ser francés o monegasco, y es elegido por el Príncipe tras consultar al gobierno francés.

## Lista de Ministros de Estado
| Nombre                               | Comienzo de su mandato   | Final de su mandato      | Partido político |
| ------------------------------------ | ------------------------ | ------------------------ | ---------------- |
| Émile Flach                          | Febrero de 1911          | Diciembre de 1917        | Independiente    |
| Georges Jaloustre (en funciones)     | Enero de 1918            | Febrero de 1919          | Independiente    |
| Raymond Le Bourdon                   | 19 de febrero de 1919    | 11 de agosto de 1923     | Independiente    |
| Maurice Piette                       | 11 de agosto de 1923     | Febrero de 1932          | Independiente    |
| Henry Mauran (en funciones)          | Enero de 1932            | Junio de 1932            | Independiente    |
| Maurice Bouilloux-Lafont             | Junio de 1932            | Junio de 1937            | Independiente    |
| Henry Mauran (en funciones)          | Junio de 1937            | Agosto de 1937           | Independiente    |
| Emile Roblot                         | 15 de septiembre de 1937 | 29 de septiembre de 1944 | Independiente    |
| Pierre Blanchy (en funciones)        | 29 de septiembre de 1944 | 13 de octubre de 1944    | Independiente    |
| Pierre de Witasse                    | 13 de octubre de 1944    | Diciembre de 1948        | Independiente    |
| Pierre Blanchy (en funciones)        | 4 de enero de 1949       | 12 de julio de 1949      | Independiente    |
| Jacques Rueff                        | 12 de julio de 1949      | 1 de agosto de 1950      | Independiente    |
| Pierre Voizard                       | 1 de agosto de 1950      | 2 de septiembre de 1953  | Independiente    |
| Henry Soum                           | 15 de noviembre de 1953  | 12 de febrero de 1959    | Independiente    |
| Émile Pelletier                      | 12 de febrero de 1959    | 23 de enero de 1962      | Independiente    |
| Pierre Blanchy (en funciones)        | 23 de enero de 1962      | 16 de agosto de 1963     | Independiente    |
| Jean Reymond                         | 16 de agosto de 1963     | 28 de diciembre de 1966  | Independiente    |
| Paul Demange                         | 28 de diciembre de 1966  | 1 de abril de 1969       | Independiente    |
| François-Didier Gregh                | 1 de abril de 1969       | 24 de mayo de 1972       | Independiente    |
| André Saint-Mleux                    | 24 de mayo de 1972       | de julio de 1981         | Independiente    |
| Jean Herly                           | Julio de 1981            | 16 de septiembre de 1985 | Independiente    |
| Jean Ausseil                         | 16 de septiembre de 1985 | 16 de febrero de 1991    | Independiente    |
| Jaques Dupont                        | 16 de febrero de 1991    | 2 de diciembre de 1994   | Independiente    |
| Paul Dijoud                          | 2 de diciembre de 1994   | 3 de febrero de 1997     | Independiente    |
| Michel Lévêque                       | 3 de febrero de 1997     | 5 de enero de 2000       | Independiente    |
| Patrick Leclercq                     | 5 de enero de 2000       | 1 de mayo de 2005        | Independiente    |
| Jean-Paul Proust                     | 1 de mayo de 2005        | 29 de marzo de 2010      | Independiente    |
| Michel Roger                         | 29 de marzo de 2010      | 16 de diciembre de 2015  | Independiente    |
| Gilles Tonelli (en funciones)        | 16 de diciembre de 2015  | 1 de febrero de 2016     | Independiente    |
| Serge Telle                          | 1 de febrero de 2016     | 1 de septiembre de 2020  | Independiente    |
| Pierre Dartout                       | 1 de septiembre de 2020  | 2 de septiembre de 2024  | Independiente    |
| Didier Guillaume                     | 2 de septiembre de 2024  | 17 de enero de 2025      | Independiente    |
| Isabelle Berro-Amadeï (en funciones) | 17 de enero de 2025      | 21 de julio de 2025      | Independiente    |
| Christophe Mirmand                   | 21 de julio de 2025      | Presente                 | Independiente    |